# Attagenus calabricus
Attagenus calabricus es una especie de coleóptero de la familia Dermestidae.

## Distribución geográfica
Habita en Sicilia (Italia).